# Johannes Komane
Johannes Komane es un deportista lesotense que compitió en taekwondo. Ganó una medalla de oro en el Campeonato Africano de Taekwondo de 2003, en la categoría de –62 kg.

## Palmarés internacional
| Campeonato Africano | Campeonato Africano | Campeonato Africano | Campeonato Africano |
| Año                 | Lugar               | Medalla             | Categoría           |
| ------------------- | ------------------- | ------------------- | ------------------- |
| 2003                | Abuya (Nigeria)     | Medalla de oro      | –62 kg              |